# Variobahn Graz
Die Variobahn (Reihe 200) ist eine von Stadler gebaute Straßenbahntype für die Straßenbahn Graz. Mit 45 Fahrzeugen stellt diese Reihe seit 2010 das Rückgrat der Straßenbahn Graz dar.

## Geschichte

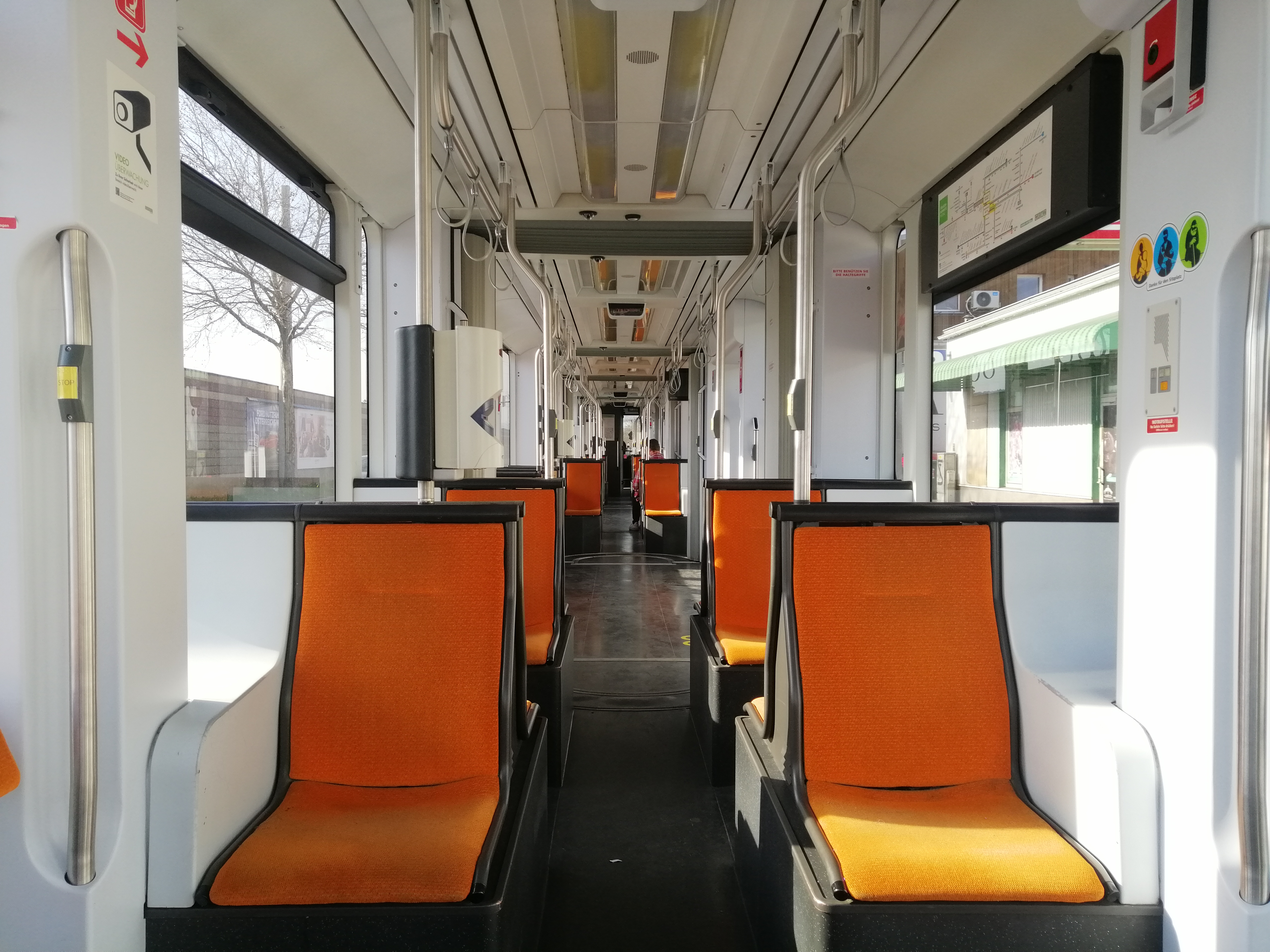
Innenraum der Variobahn Graz

Die Grazer Verkehrsbetriebe (heute: Graz Linien) bestellten im Jahr 2007 bei Stadler 45 Straßenbahnen des Types Variobahn. Diese wurden von 2009 bis 2015 gebaut und ausgeliefert. Am 27. November 2009 wurde die erste Garnitur, Variobahn 201, ausgeliefert. Am 10. April 2010 fanden die ersten Fahrten mit Fahrgästen auf der Linie 4 statt. Die ersten Fahrzeuge erhielten ein paar Wochen nach der Auslieferung eine Vollwerbung, so auch die Einheit 201 (Sparkasse Vollwerbung von Mai 2010 bis Oktober 2020). Nach Variobahn 201 versuchte man, im Monatsrhythmus eine Einheit auszuliefern. In der Nacht auf den 26. Februar 2010 folgte Variobahn 202, am 28. April 2010 Variobahn 203. Im September 2015 wurde die letzte Garnitur, Variobahn 245, ausgeliefert.
Am 10. Oktober 2019 wurde Variobahn 240 bei einem Zusammenstoß mit Cityrunner 662 beim Jakominiplatz/Joanneumring schwer beschädigt. Im Oktober 2019 ist die Garnitur in der Remise Steyrergasse abgestellt und repariert worden, die Garnitur ist seit Juli 2021 nach 1,7 Jahren wieder im Linieneinsatz.

## Technik
Eine Einheit besteht aus 5 Wagenteilen und ist insgesamt 27,47 m lang und 2,30 m breit. Das Leergewicht beträgt 38,4 Tonnen. Eine Garnitur bietet 47 Sitzplätze und 98 Stehplätze.
Die Variobahn-Fahrzeuge werden im ganzen Netz der Straßenbahn Graz eingesetzt, außer auf der Linie 3 und 23 im Abschnitt Dietrichsteinplatz – Krenngasse und auf der Linie 1 im Abschnitt Hilmteich – Mariatrost. Grund dafür ist die Infrastruktur, da diese Garnituren für diese Streckenabschnitte zu breit sind.

### Lärmbelästigung durch Variobahn
Nach Auslieferung der ersten Garnituren und Einsätzen im Linienverkehr traten vielfältige Probleme auf: Anrainer berichteten von Lärmbelästigung und starken Schwingungen, ausgelöst durch die Wagen. Ab 2011 wurden die bestehenden Garnituren umgebaut: Die Fahrwerksfedern wurden ausgetauscht sowie Metallelemente durch Kunststoffelemente ersetzt. Nach Drohungen von Bürgermeister Siegfried Nagl (ÖVP) über einen Ausstieg aus dem Vertrag mit Stadler Pankow erfolgte ein erneuter Umbau durch das Unternehmen.

## Design

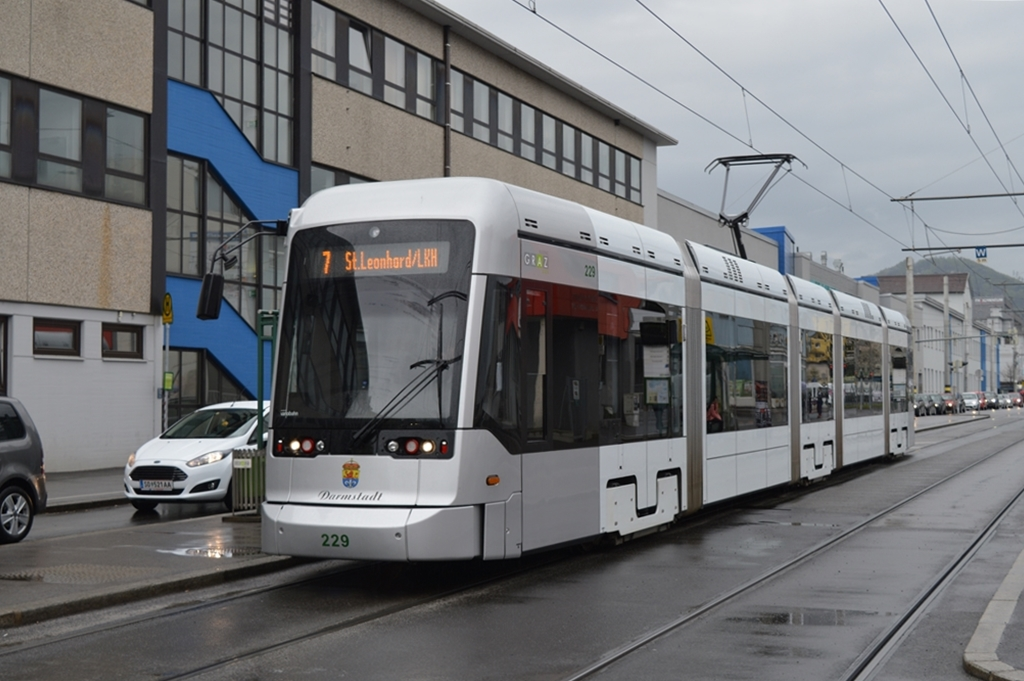
Variobahn 229 trug für kurze Zeit auf der Front das Wappen von Darmstadt.

Neben dem Grunddesign in Grau-Weiß und Vollwerbungen gibt es Designunterschiede und Besonderheiten an einigen Variobahnen.
Nachdem aus der Holding Graz die Graz Holding wurde, werden Stück für Stück alle Variobahnen einem Design-Update unterzogen. Statt den weiß-grünen Logos und grünen Wagennummern an der Front und am Heck sind diese jetzt weiß und schwarz.

Während der 2. Coronawelle in Österreich wurden ab Mitte November 2020 einige Fahrzeuge der Graz Linien mit einer Mund-Nasenschutz-Folie an der Front versehen. Seit Mitte Dezember 2020 werden diese Masken auch für Werbezwecke genutzt.

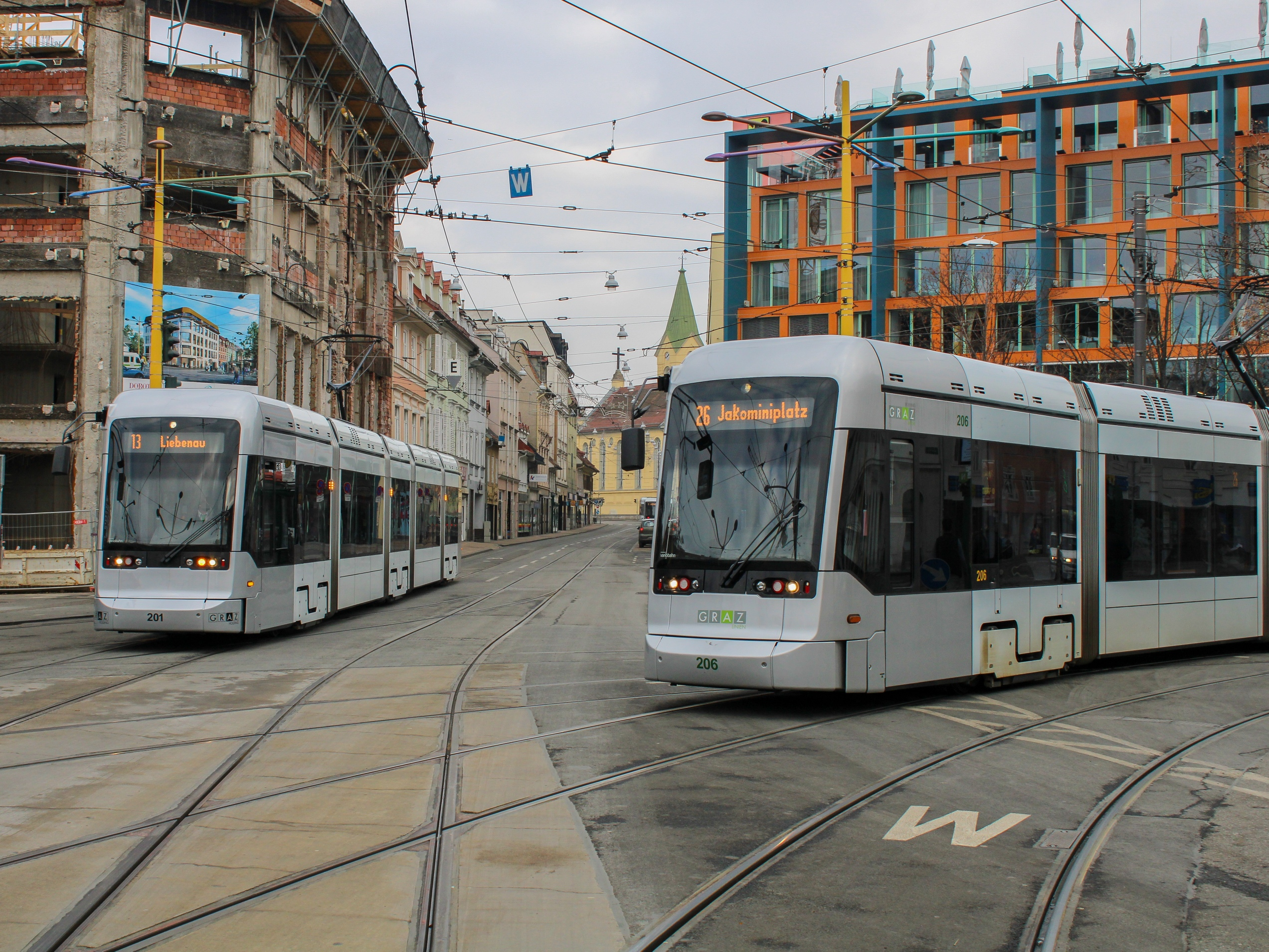
Vergleich: Variobahn in neuem (links) und alten Design (rechts)
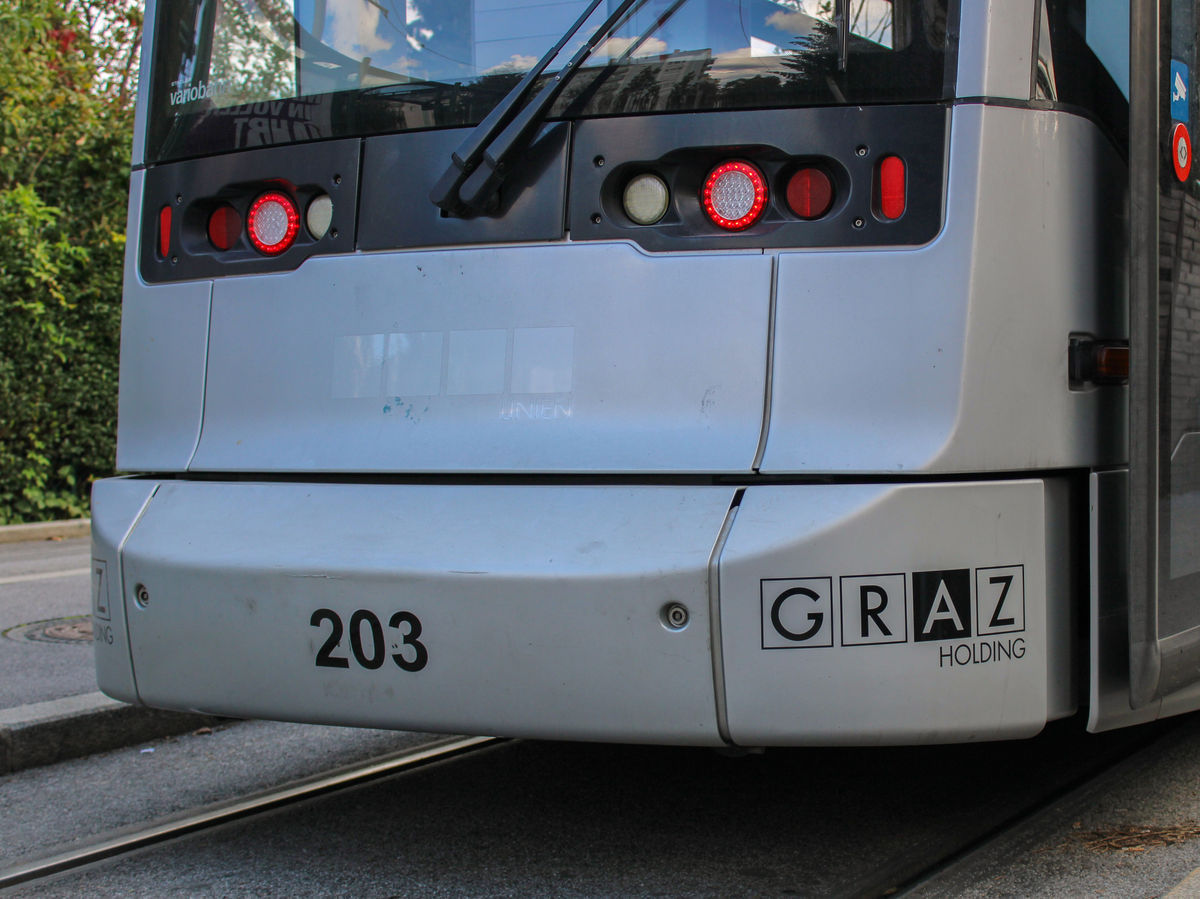
Neue Logos von Variobahn 203 am Heck.
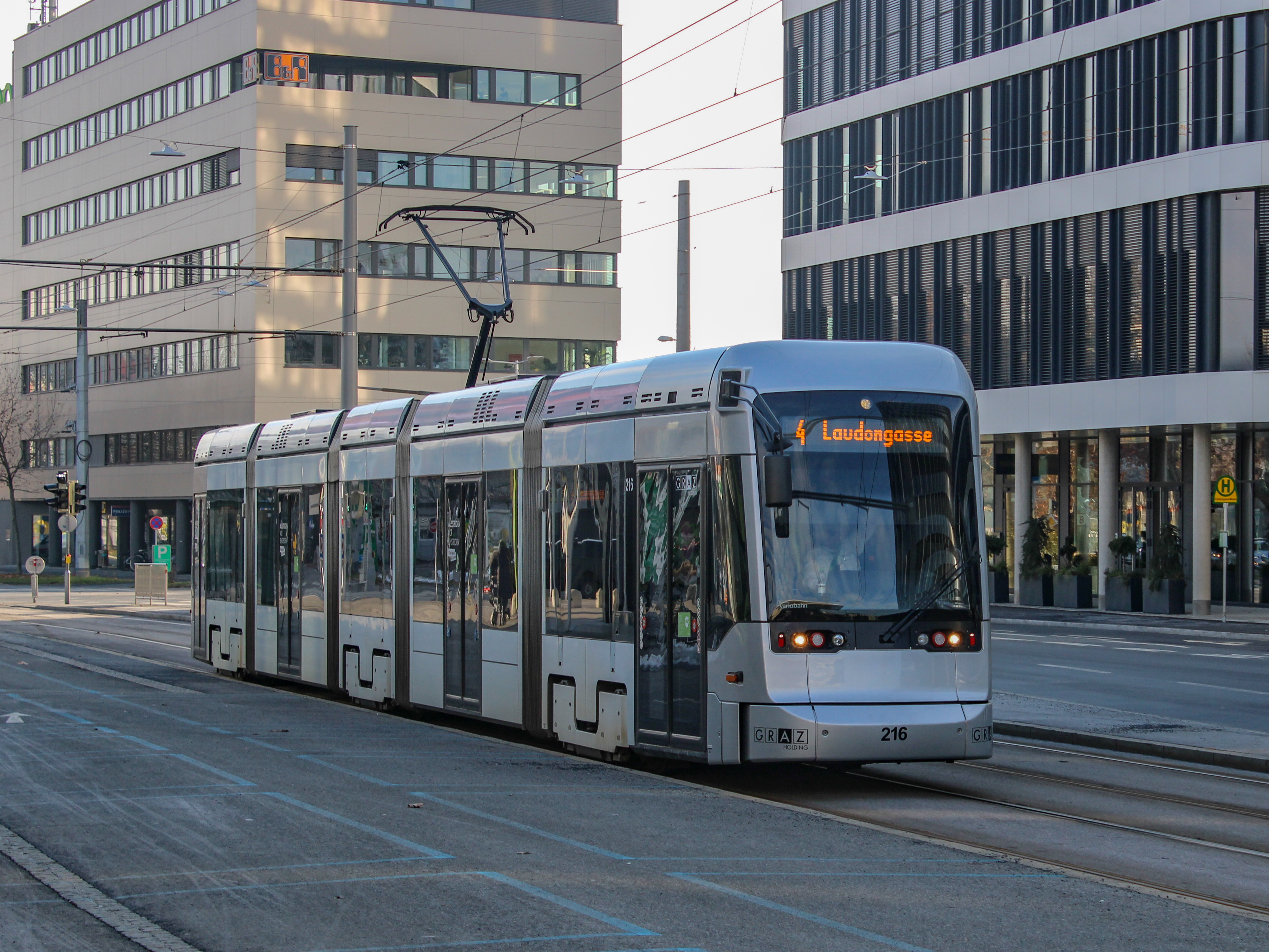
Variobahn 216 in neuem Design bei der Messe.
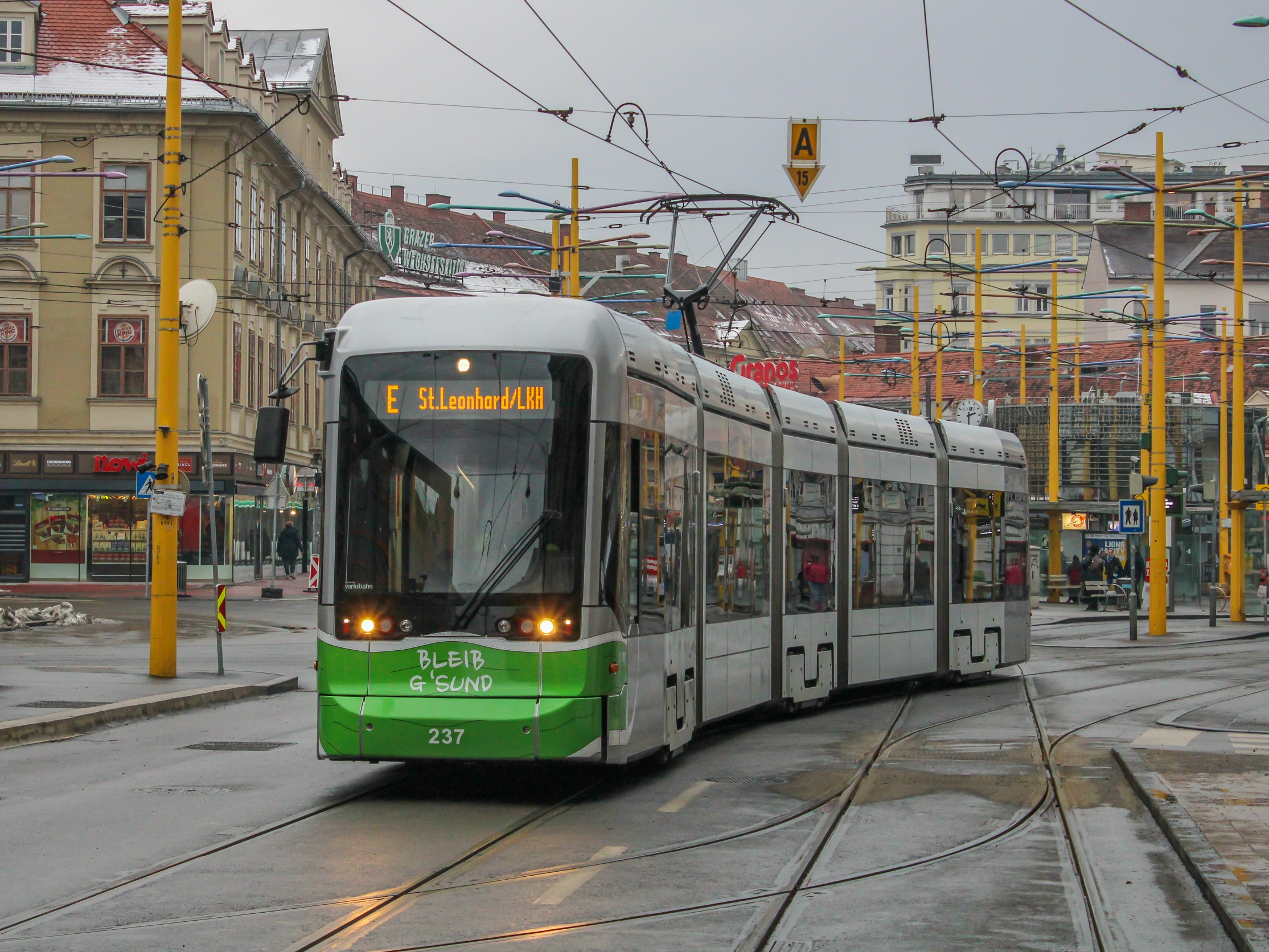
Variobahn 237 mit Mund-Nasenschutz.
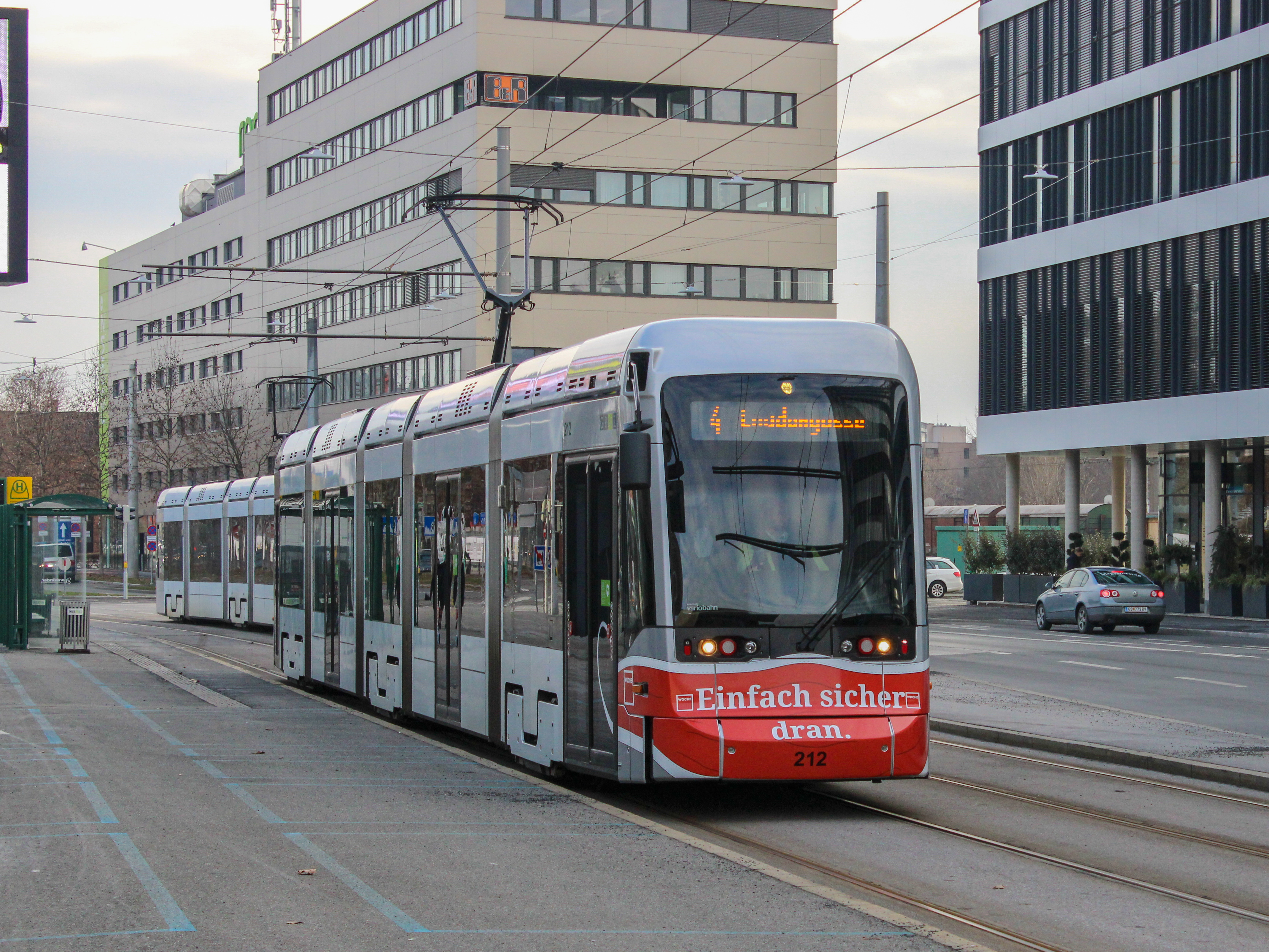
Variobahn 212 mit Mund-Nasenschutz der Woche Graz.
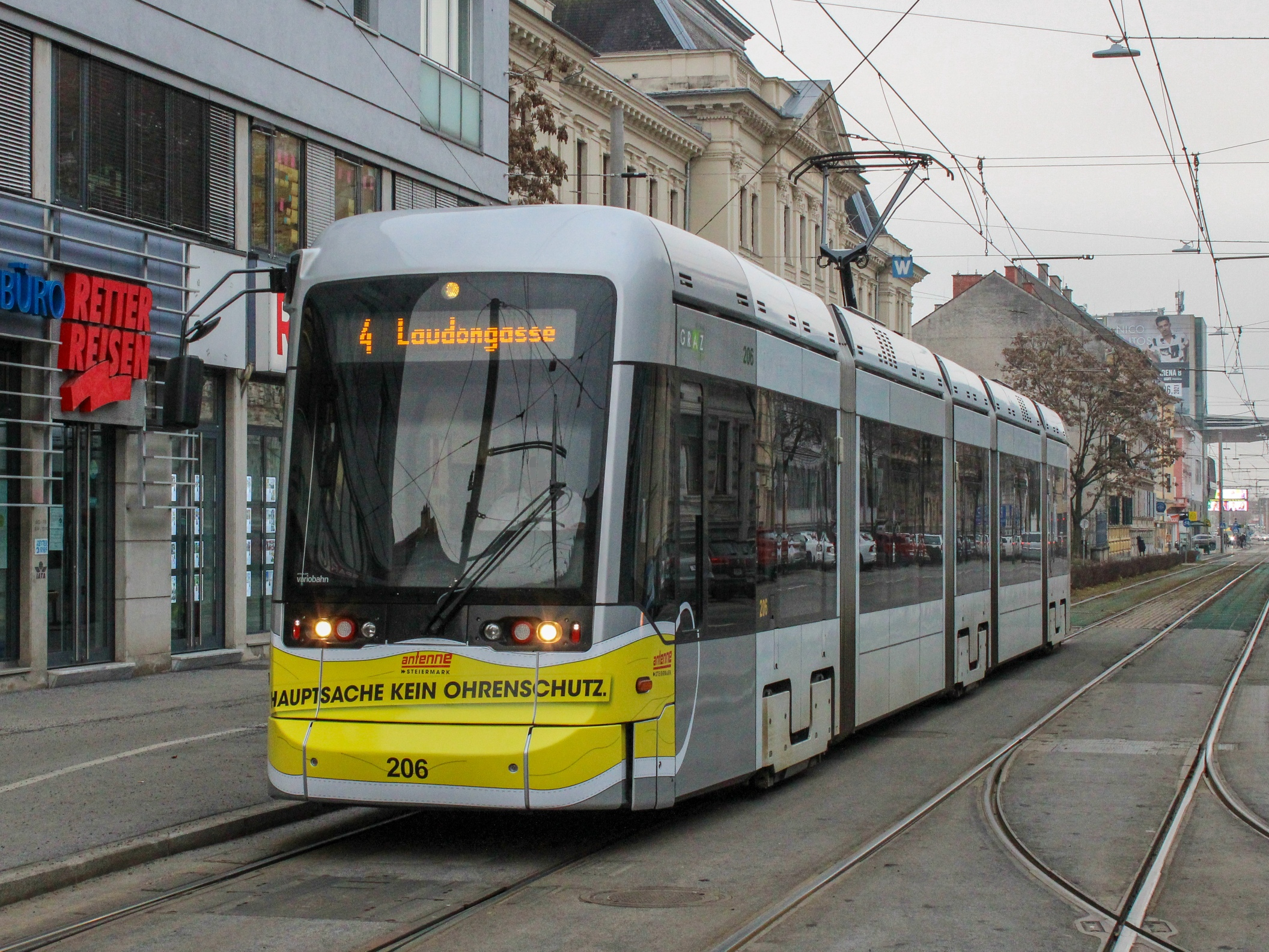
Variobahn 206 mit Mund-Nasenschutz für die Antenne Steiermark.

## Galerie

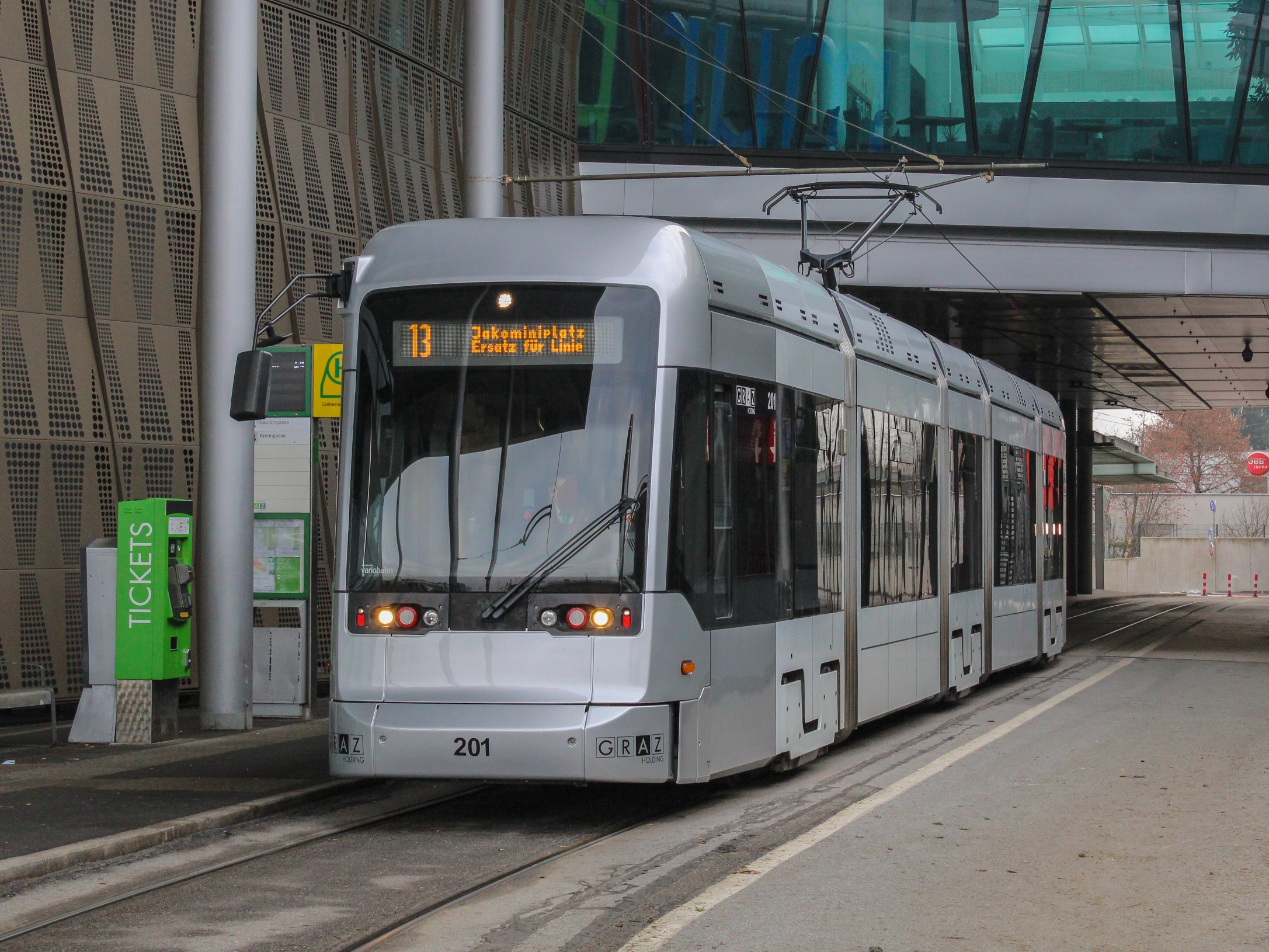
Variobahn 201 beim Murpark.
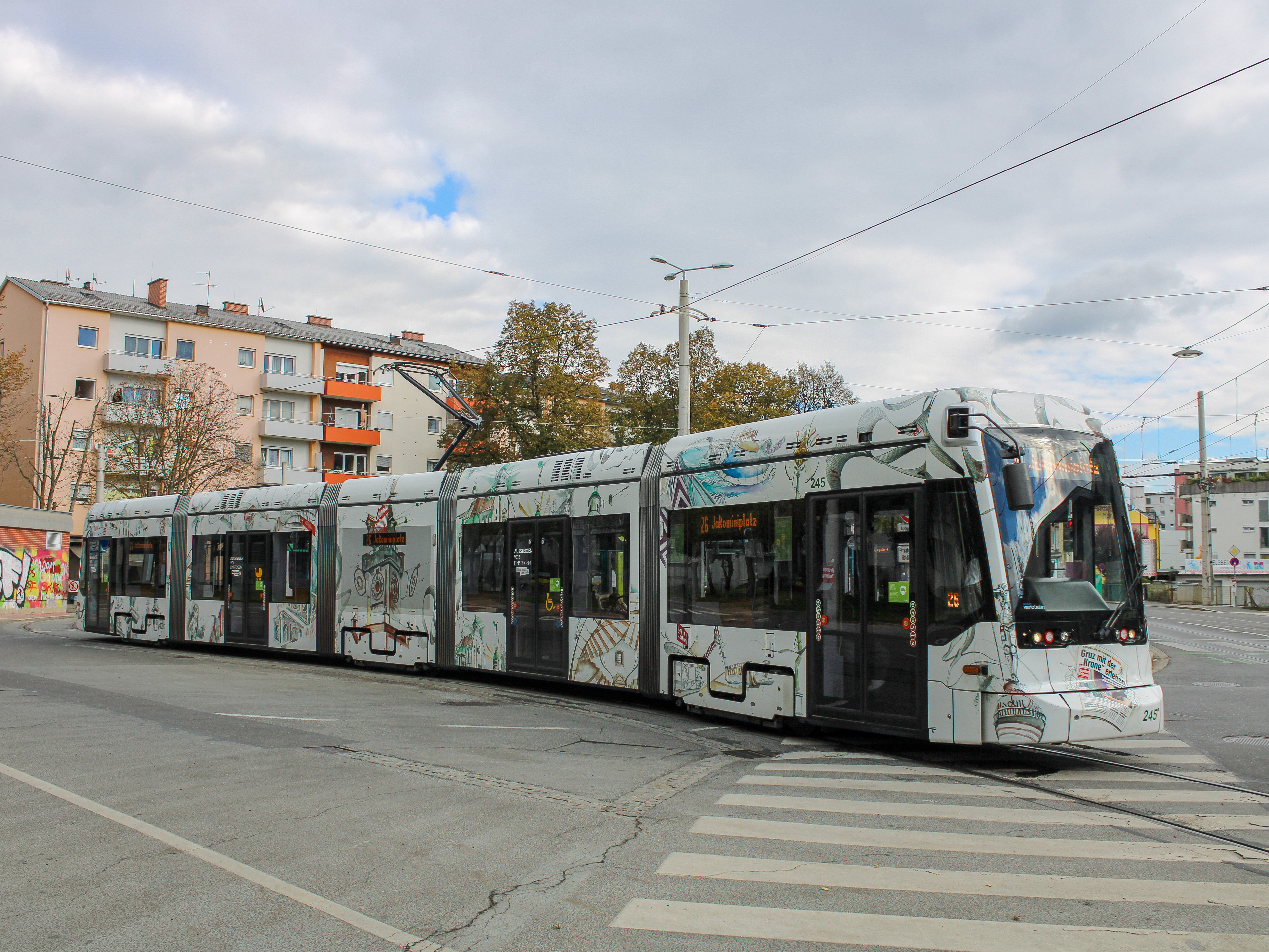
Variobahn 245 als Kunstprojekt der Kronen Zeitung.
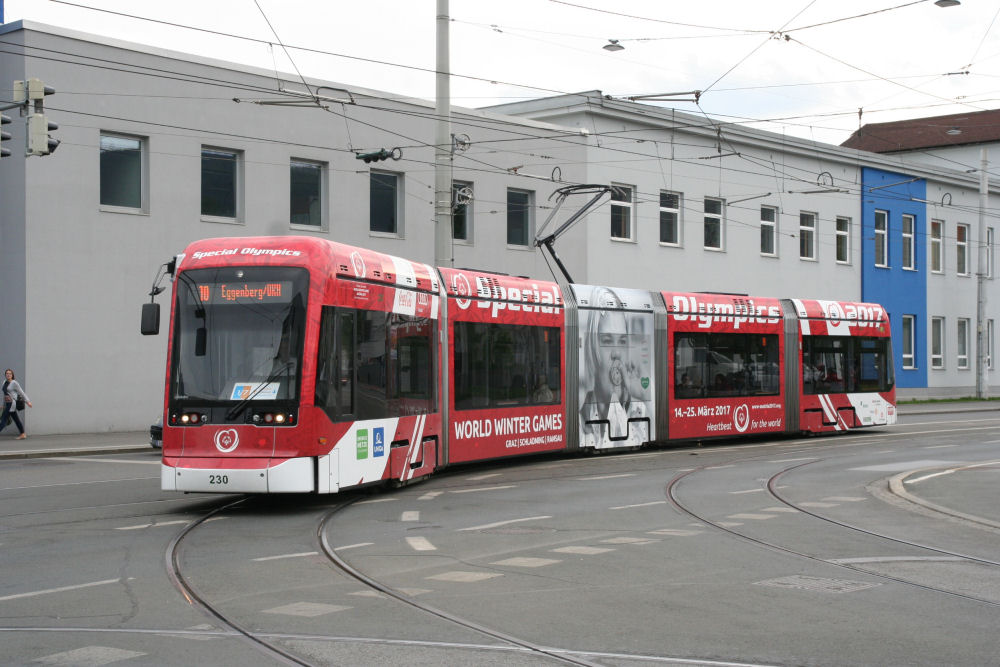
Variobahn 230 mit Werbung für die Special Olympics.
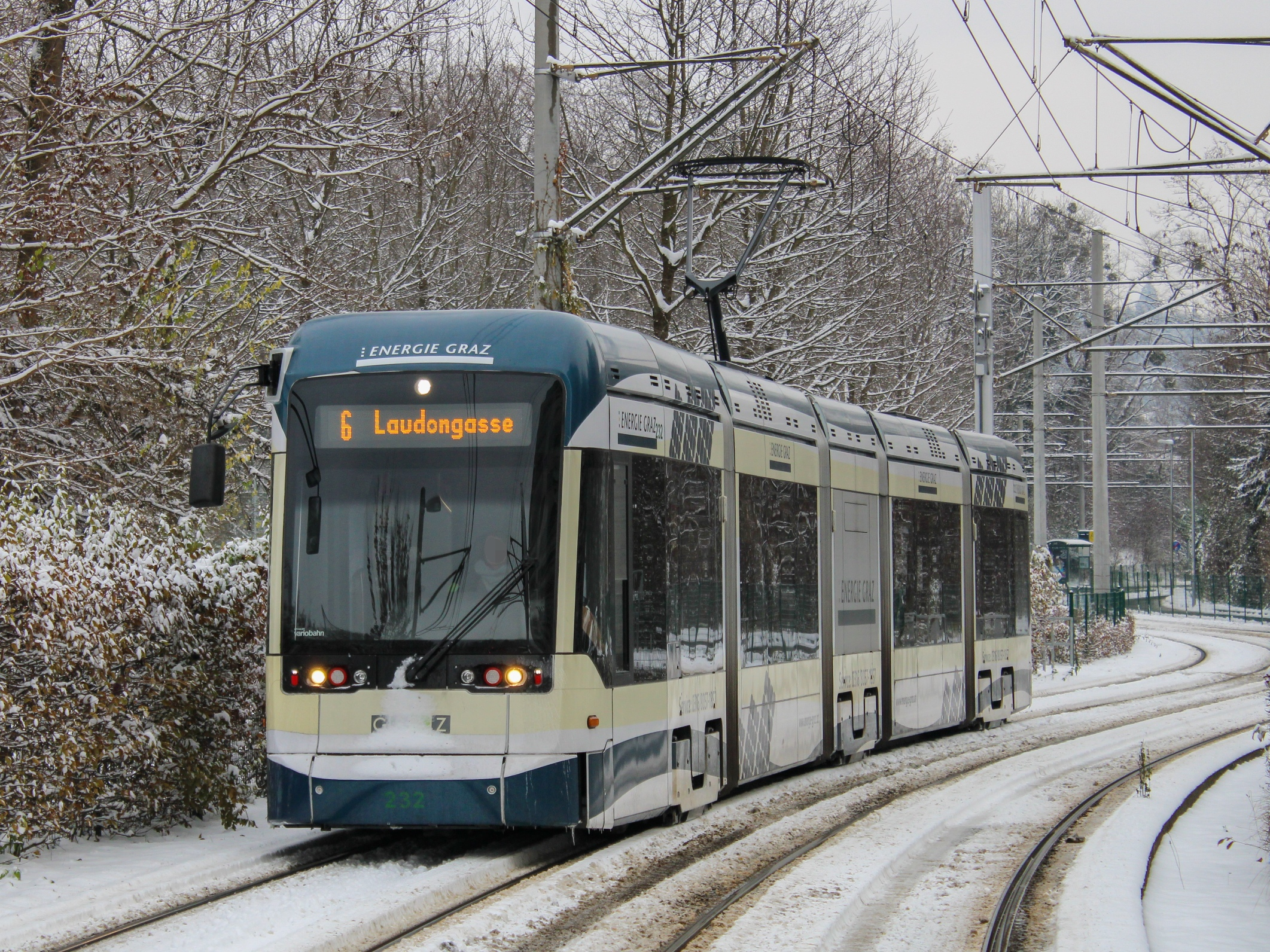
Variobahn 232 beim Breitenweg.
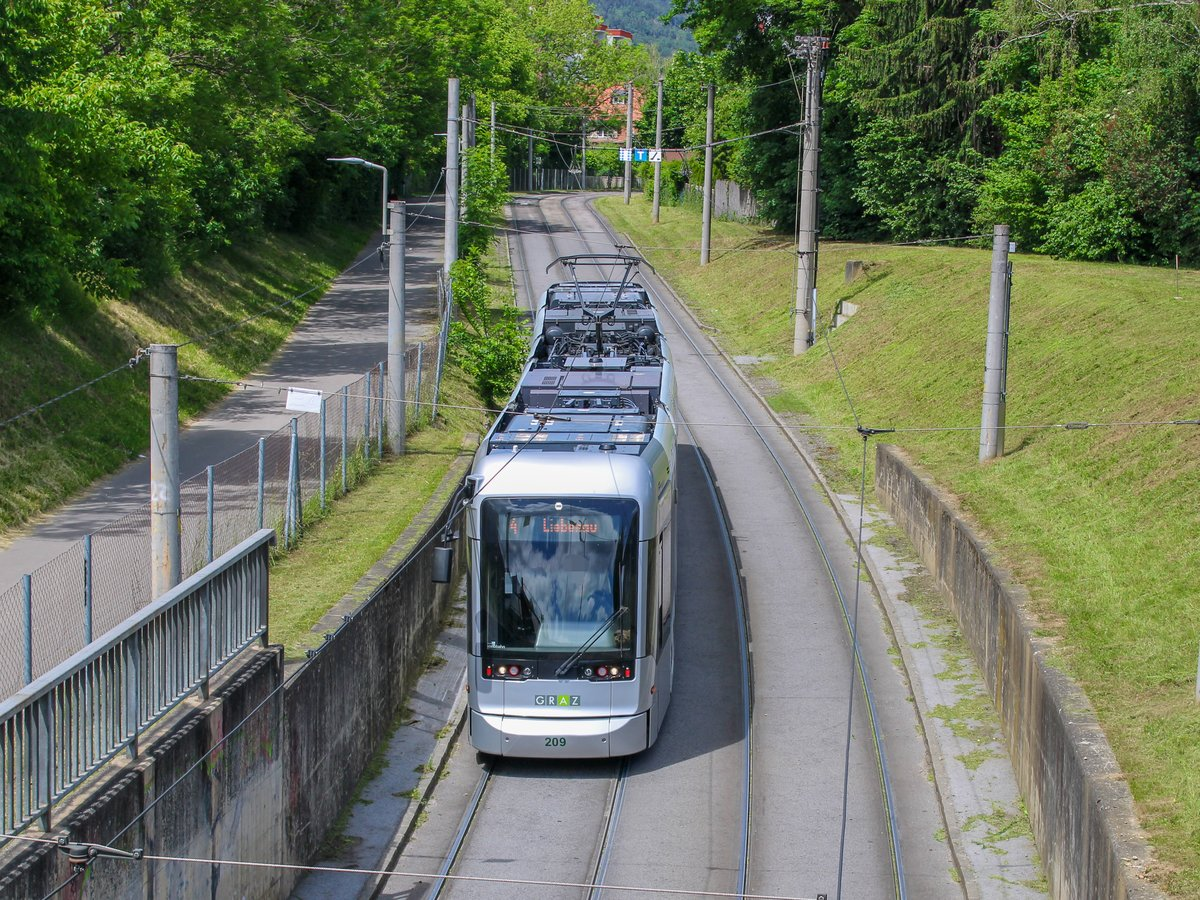
Variobahn 209 in der Grazer Straße.
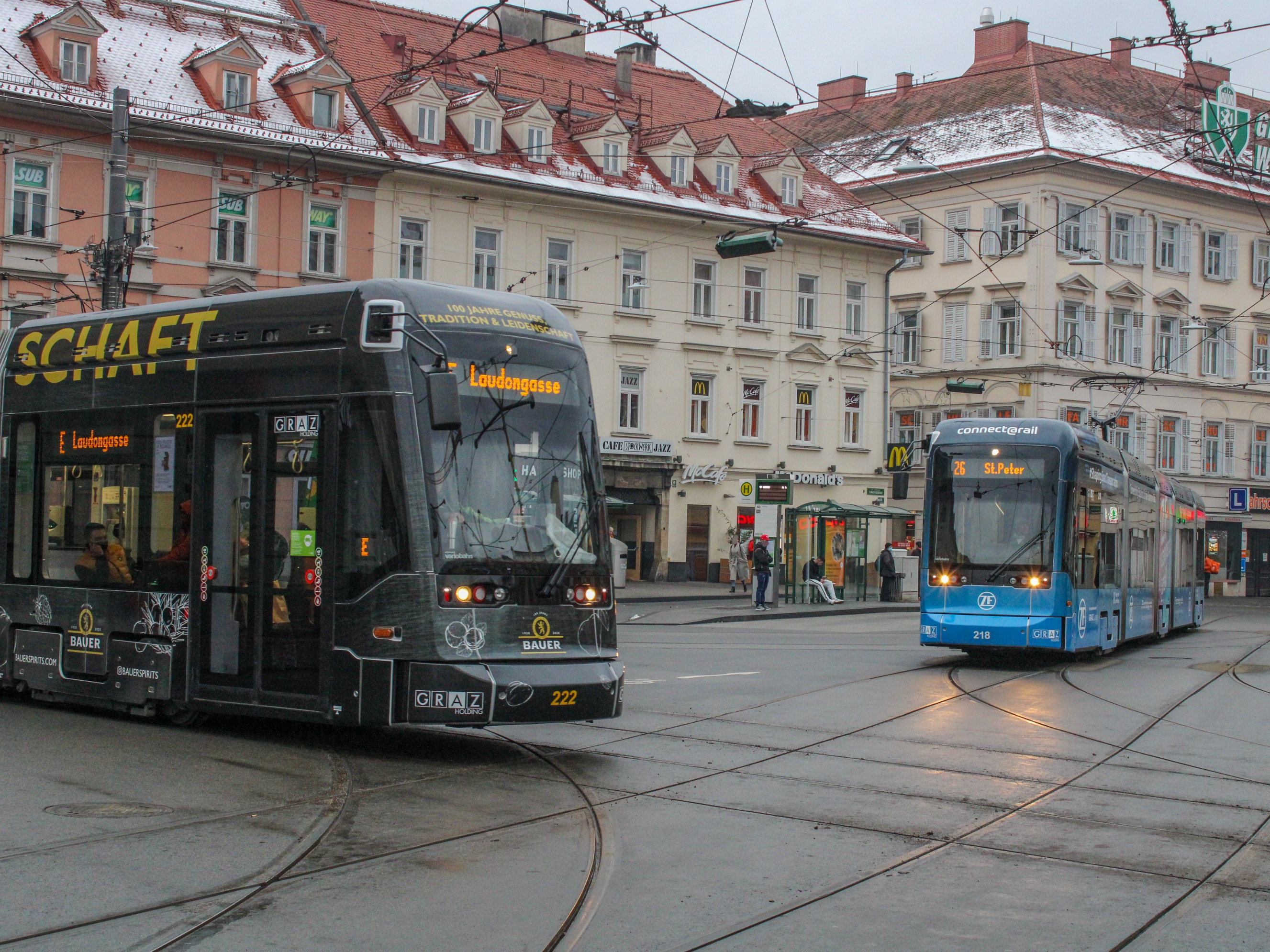
Zwei Variobahnen als angemietete Werbeflächen am Jakominiplatz.